# Leonetto Cappiello

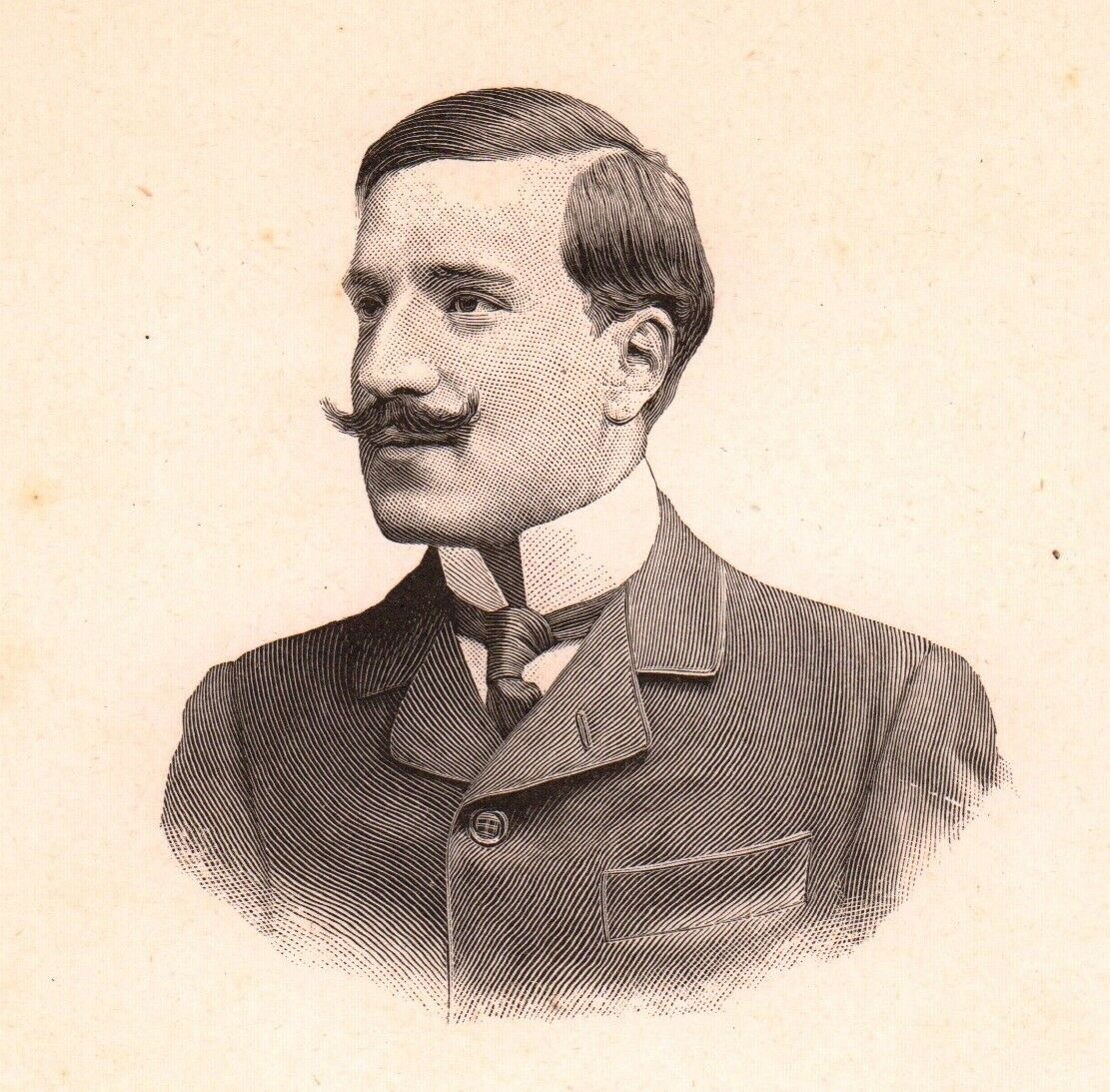
Leonetto Cappiello.

Leonetto Cappiello (nacido en Livorno, en 1875 y fallecido en Cannes en 1942) fue un publicista, ilustrador y caricaturista italiano.

## Biografía
Leonetto Cappiello, nació en Livorno (Italia) el 6 de abril de 1875 y murió en Cannes Francia, el 2 de febrero de 1942. Fue pintor, artista e ilustrador de cartel original italiano. Con sede en París en el umbral del siglo XIX, se convirtió en un naturalizado francés en 1930, se considera, a raíz de Jules Chéret, como el renovador del cartel en Francia.
Leonetto Cappiello hizo sus estudios en Livorno y publica en Italia a la edad de veinte años su primer álbum de caricaturas. Instalado en 1898 en París, donde inició su carrera como dibujante de historietas, trabajó por muchos periódicos, incluido Le Rire, Le Sourire, L'Assiette au Beurre o Le Cri de Paris. Un año más tarde, obtuvo un gran éxito por el lanzamiento de un álbum, nuestras actrices, retratos sintéticas, publicado por La Revue Blanche en 1899.Su carrera de cartelero comienza el año siguiente y continúa hasta 1930.
Sigue siendo fiel a la casa de impresión Vercasson hasta principios de 1920, sigue en su lugar y comienza la impresión, al mismo tiempo a trabajar regularmente para la editorial Devambez. Leonetto Cappiello también es conocido por su grotesco estatuillas, de arcilla o de yeso, como Réjane y "Yvette Guilbert, y por sus ilustraciones para libros como La Princesa de Babilonia, de Voltaire y el poeta asesinado de Apollinaire, y por sus retratos, entre ellos de Henri de Regnier y de su cuñado Paul Adam. 
Entre sus más famosos carteles podemos citar : Cachou LAJAUNIE (1900), Perfume La Rose Jacqueminot de Coty (1904), Chocolate Klaus (1905), termogeno (1909), Cinzano (1910), Bouillon Kub (1911), papel de fumar de JOB (1912), saborear la savora (1930), Zapatos Bally (1931), Bouillon Kub (1931), Dubonnet (1932).

## El arte del ilustrador de carteles
Un contemporáneo resumía así el arte de Cappiello ilustrador de carteles:
"Cerca de los Grassets heráldicos, de los Cherets colorados, las estampas de Cappiello, iguales a unos fieles espejos que dibujarían otra vez de volada los miles y unos reflejos de la multitud divertida y multicolor, logra expresar, con una sola figura, su sonrisa, su actitud, su gracia un poco mono, la virtud de un producto. La mujer bonita al torso envuelto en un corsé, esta otra, con los labios púrpuras y su cabello soleado, la falda ligera, que toma una limonada, esta tercera escotada, sonriente, quien tiende su vaso al mesero todo vestido de negro quien le echa Medoc, y por fin, la mujer al “cachou”, son carteles a donde esta perfecto. Sus otros carteles publicitarios teatrales que compuso sobre Réjane, Balthy u Odette Dulac, tienen el encanto singular de algunos dibujos burlones, que un caricaturista, amante del estilo japonés y del humor le hubiera gustado trazar de nuestras reinas del teatro. Aun Aquí, es el procedimiento usado por Cappiello en sus croquis: el rayo unificado, ampliado poco a poco, sinuoso, serpentino o burlón, algo parecido al esguince expresiva de una figura divertida, el relieve ingenioso de una parodia chisposa."

## Carteles 1899-1904

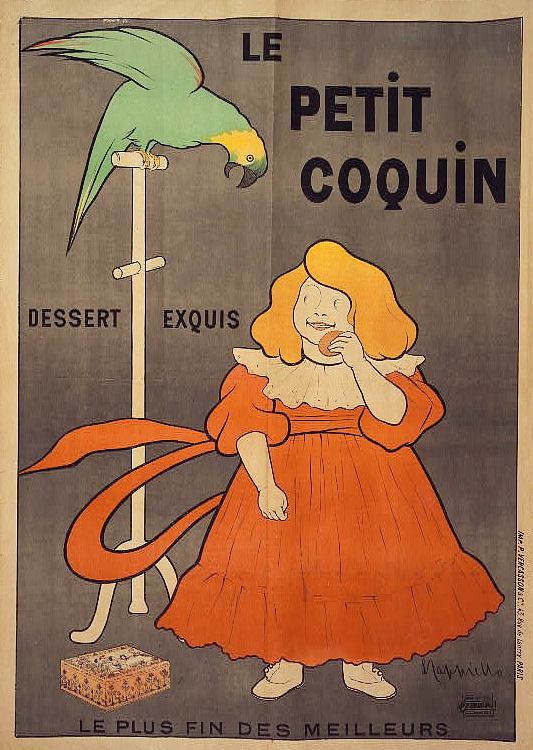
Le petit coquin
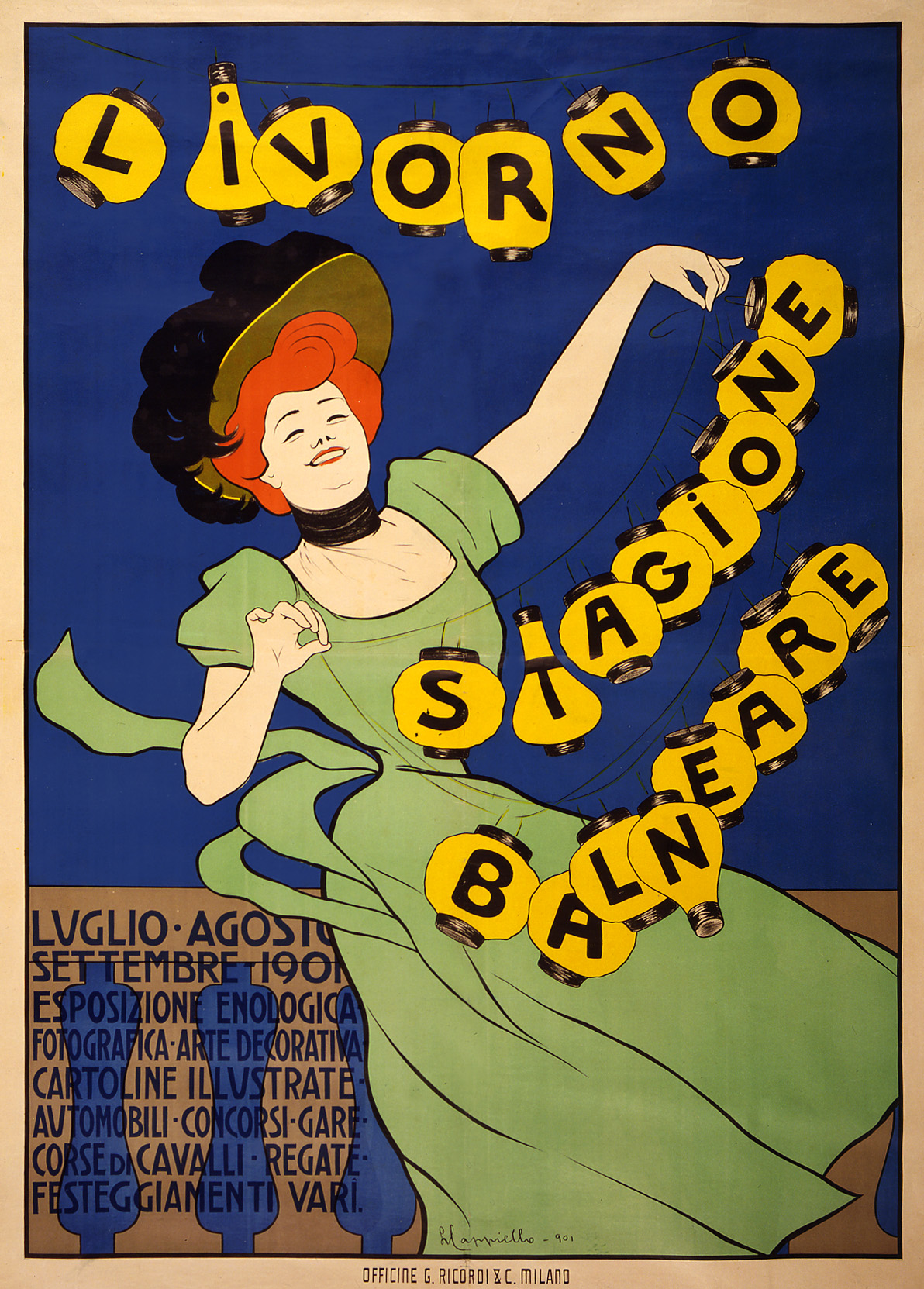
Livorno
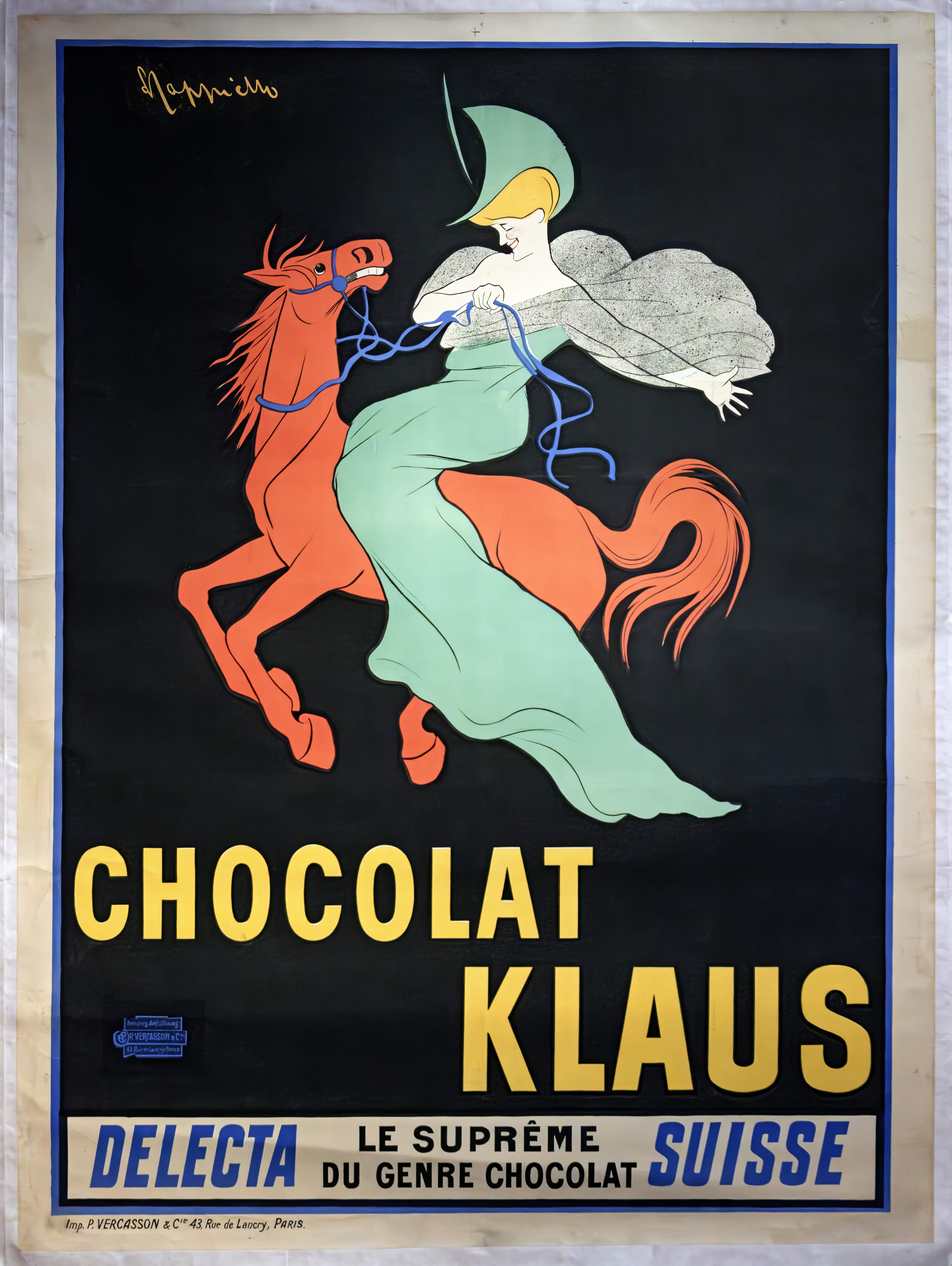
Chocolat Klaus
La Rose Jacqueminot (Coty)

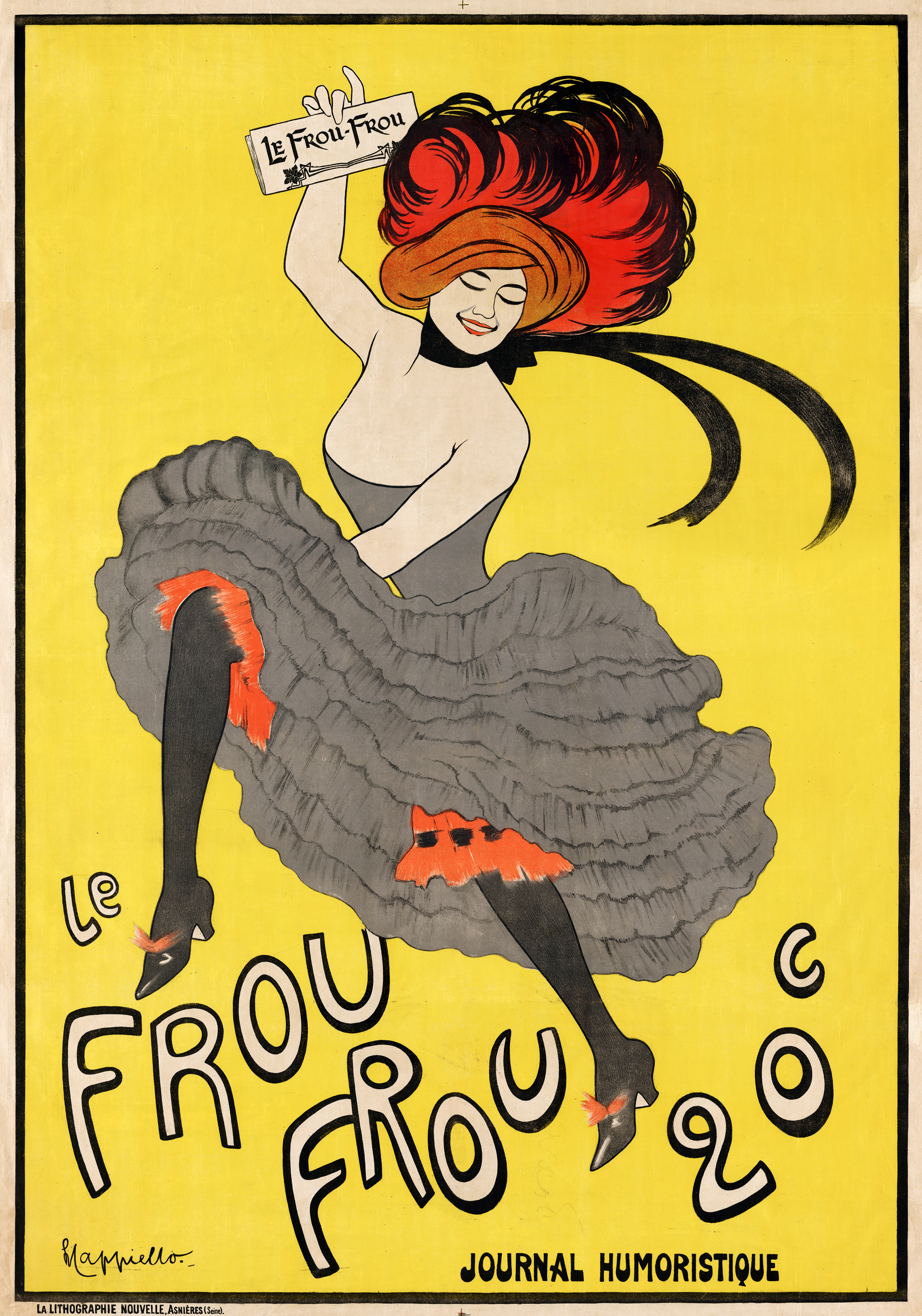
Le Frou-Frou
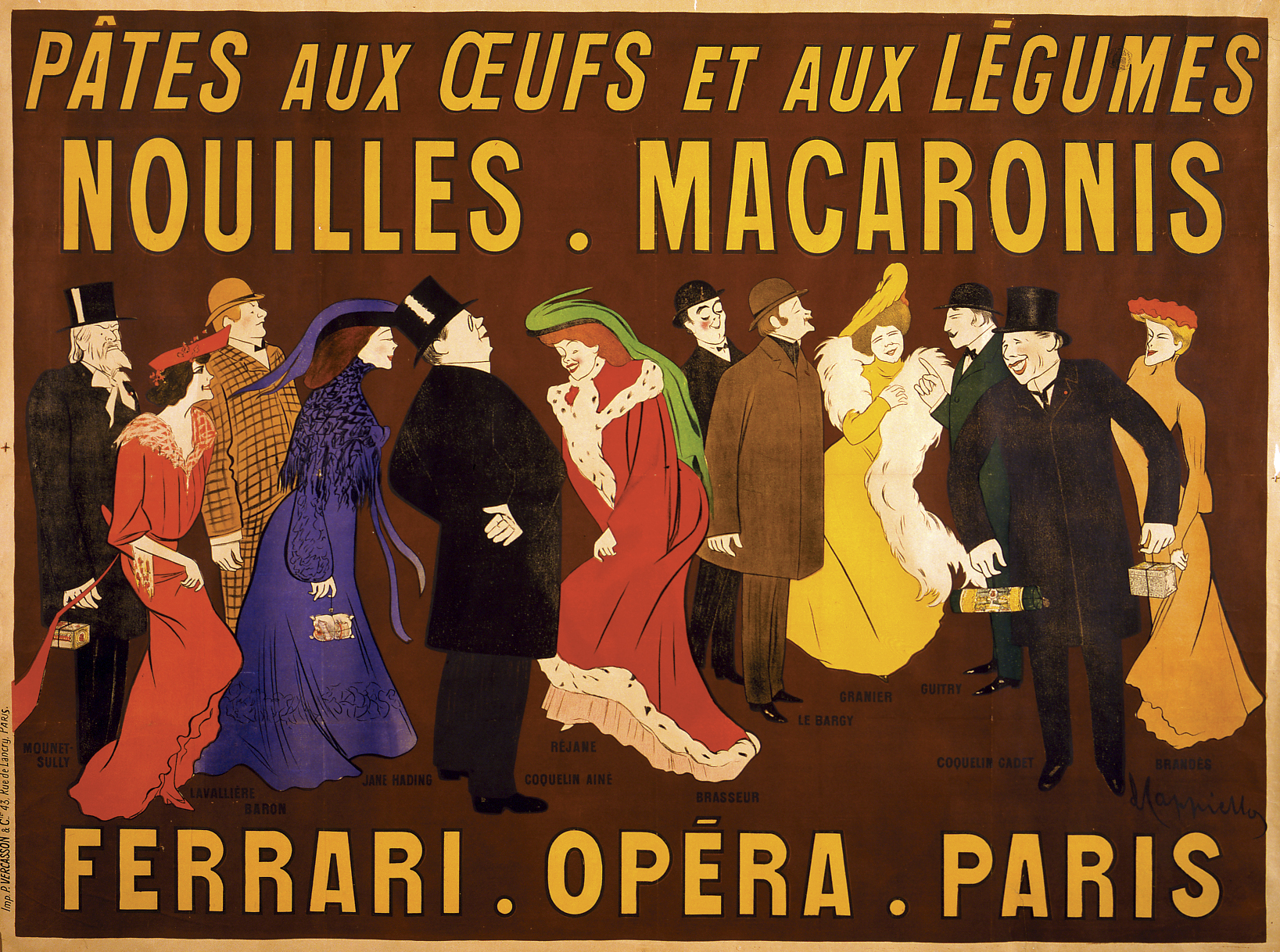
Pâtes Ferrari De izquierda a derecha : Mounet-Sully, Ève Lavallière, Baron, Jane Harding, Coquelin aîné, Réjane, Albert Brasseur, Charles Le Bargy, Jeanne Granier, Lucien Guitry, Coquelin cadet, Marthe Brandès.
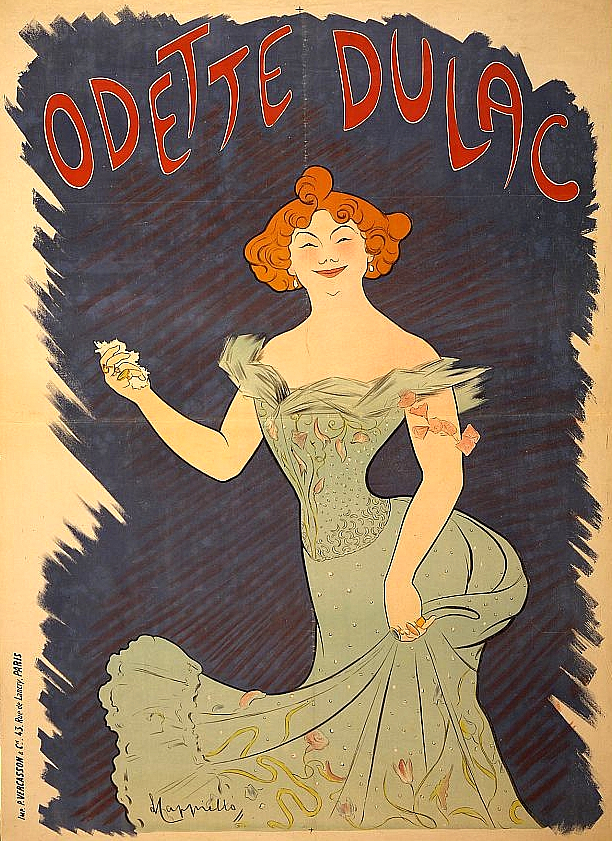
Odette Dulac